# Мигел Сапочник
Мигел Сапочник (енгл. Miguel Sapochnik; Лондон, 1. јул 1974) британски је филмски и телевизијски редитељ аргентинског порекла. Познат је по свом раду на епско-фантастичној серији Игра престола за који је освојио Еми за програм у ударном термину за најбољу режију драмске серије и награду Удружења режисера Америке за најбољу режију драмске серије. Такође је режирао научнофантастични филм Плениоци.

## Приватни живот
Аргентинског је порекла, а ожењен је глумицом Алексис Рејбен од 2006. године.
Јеврејин је.

## Филмографија

### Филм
- Плениоци (2010)
- Финч

### Телевизија
- Доктор Хаус (7—8. сезона)
- Фринџ (4—5. сезона)
- Бенши (1. сезона)
- Игра престола (5—6, 8. сезона)
- Прави детектив (2. сезона)
- Гвоздена Песница (1. сезона)
- Кућа змаја (1. сезона)